# Stora Stenkällevattnet
Stora Stenkällevattnet är en sjö i Uddevalla kommun i Bohuslän och ingår i Göta älv-Bäveåns kustområde. Sjön är 11,4 meter djup, har en yta på 0,026 kvadratkilometer och befinner sig 155 meter över havet.